# Polnopomenska beseda
Polnopomenske oz. predmetnopomenske besede so tiste, s katerimi poimenujemo sestavine predmetnosti (npr. drevo, zelen, gozd, pozimi, učenec, objeti).
Te besede označujejo dejansko ali izmišljeno predmetnost, ki nas obdaja. Polnopomenske besede so torej nosilke pomena, tako slovničnega kot leksikalnega. Razumemo jih iz sobesedila in jih ne moremo zamenjati. Mednje spadajo naslednje besedne vrste:
1. Samostalniška beseda (poimenujejo osebe, predmete, pojme)
2. Pridevniška beseda (poimenujejo lastnosti)
3. Glagol (izražajo dejanje, stanje, dogajanje)
4. Prislov (poimenujejo okoliščine, lastnosti)
5. Povedkovnik (ob pomožnem glagolu tvori povedkovo določilo)
Isto skladenjsko vlogo, kot jo v besedilih opravljajo polnopomenske besede, jo lahko opravljajo besede, ki nastopajo namesto polnopomenskih besed: npr. namesto samostalnika nastopa zaimek.